# Storvreta
Storvreta is een plaats in de gemeente Uppsala in het landschap Uppland en de provincie Uppsala län in Zweden. De plaats heeft 6083 inwoners (2005) en een oppervlakte van 287 hectare.

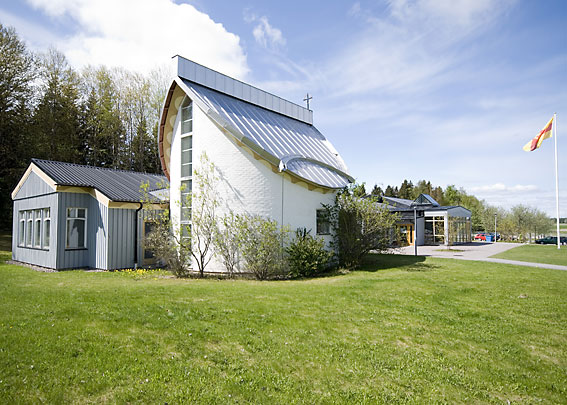
Kerk in Storvreta
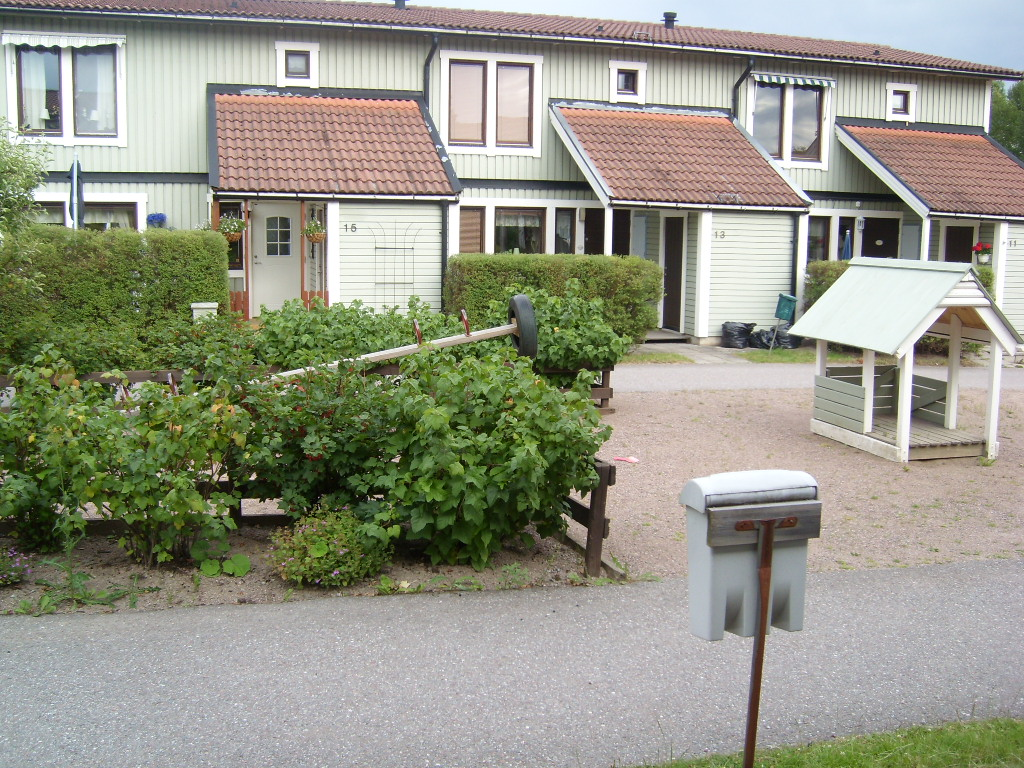
Raadhuis
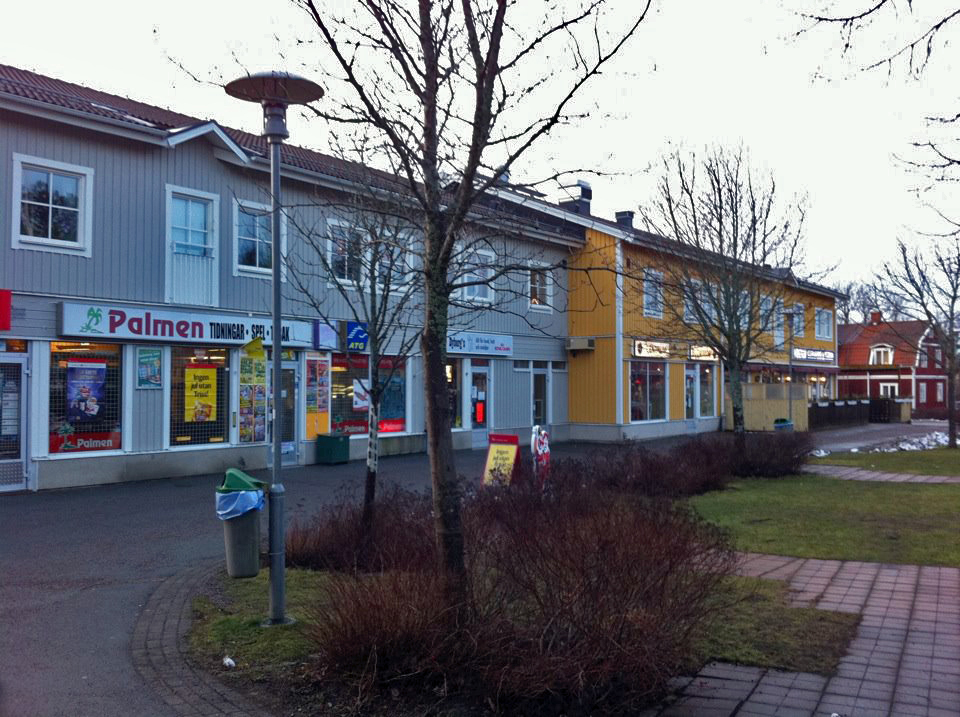
Centrum

## Verkeer en vervoer
Bij de plaats lopen de E4 en Länsväg 290.
De plaats heeft een station aan de spoorlijn Stockholm - Sundsvall.